# Estação Lindevang
Lindevang é uma da estação das linhas M1 e M2 do metro de Copenhaga, na Dinamarca.